# Pseudomyrmex sericeus
Pseudomyrmex sericeus är en myrart som först beskrevs av Mayr 1870.  Pseudomyrmex sericeus ingår i släktet Pseudomyrmex och familjen myror.

## Underarter
Arten delas in i följande underarter:
- P. s. cordiae
- P. s. fortis
- P. s. huberi
- P. s. lisa
- P. s. longior
- P. s. rubiginosus
- P. s. sericeus
- P. s. vinneni

## Bildgalleri

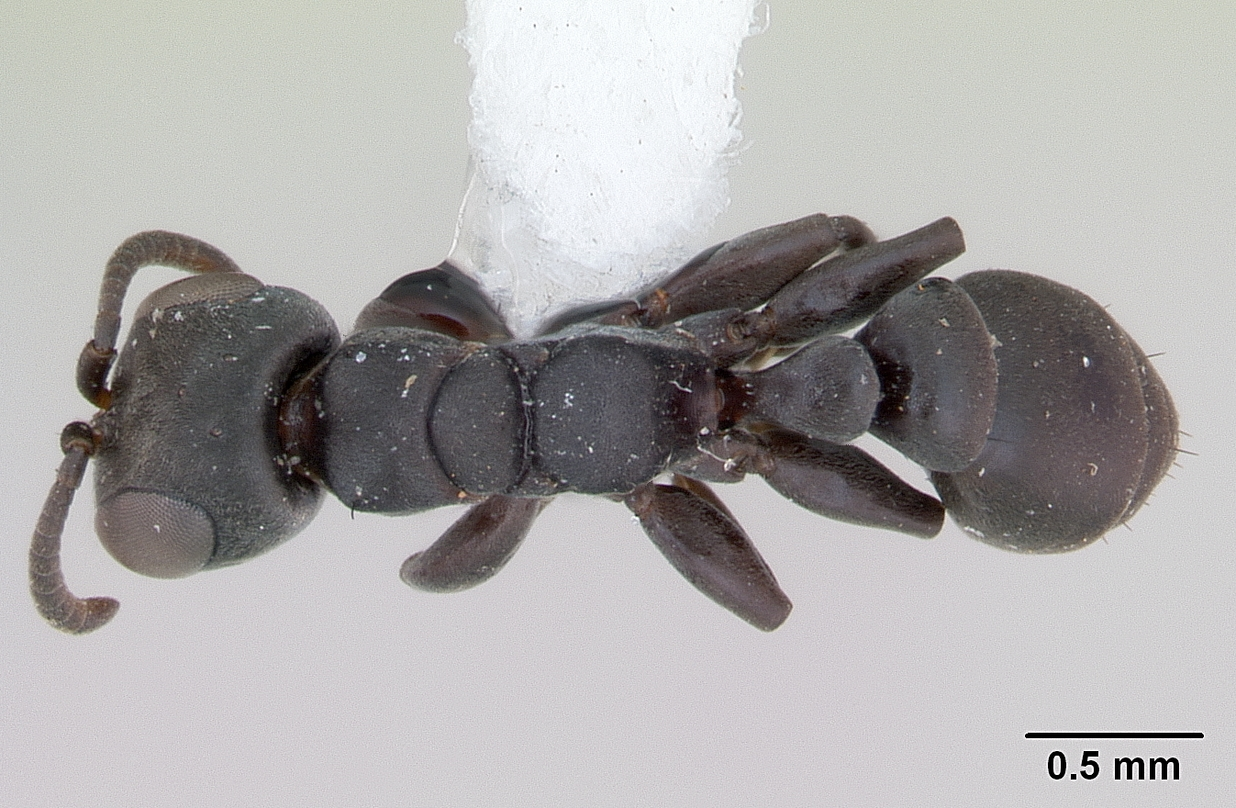
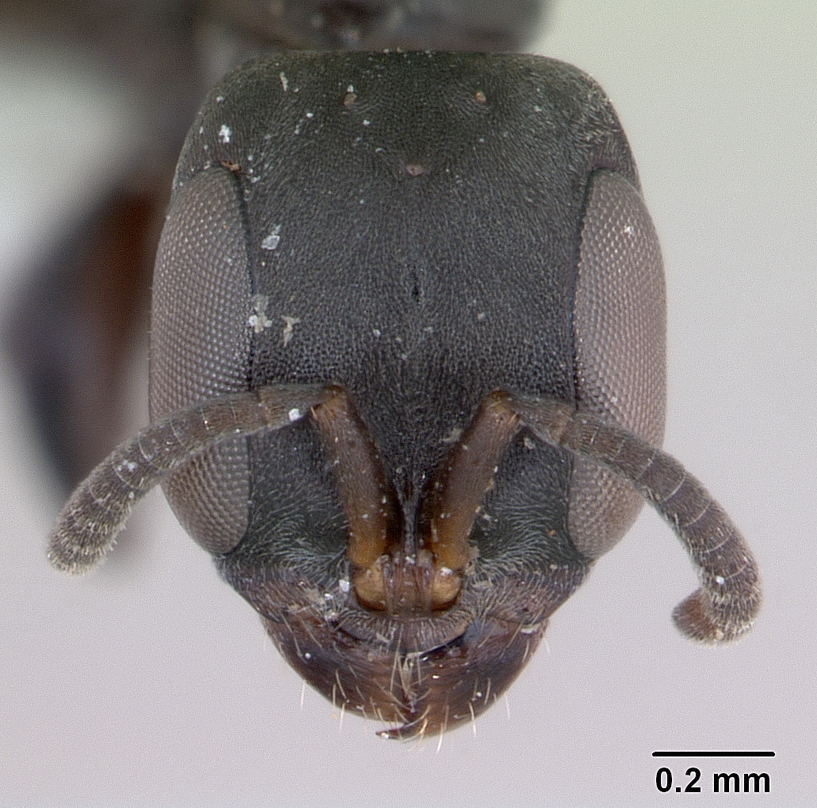
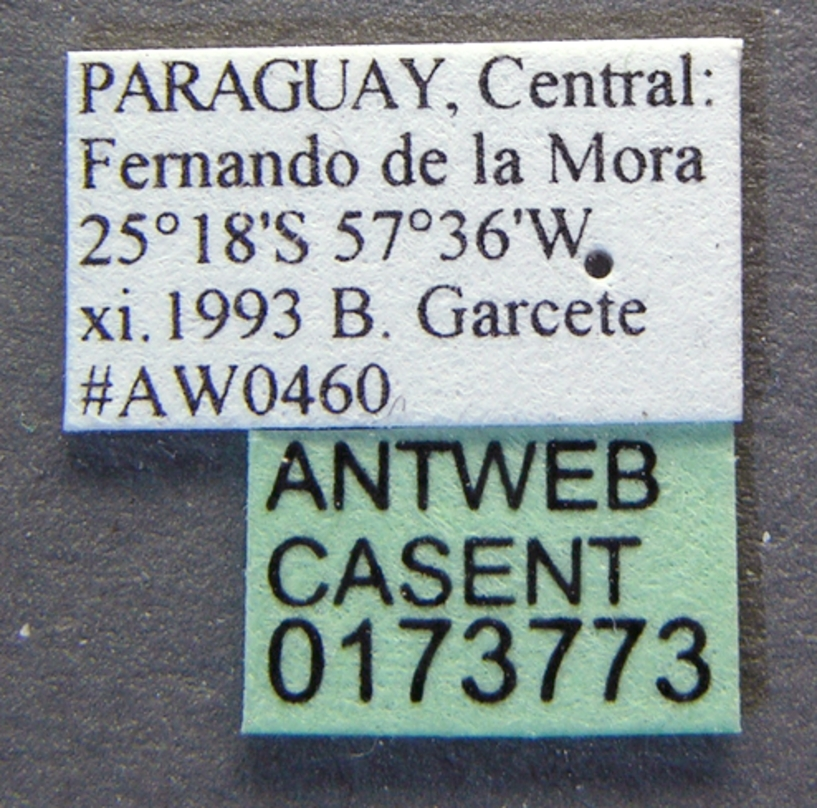
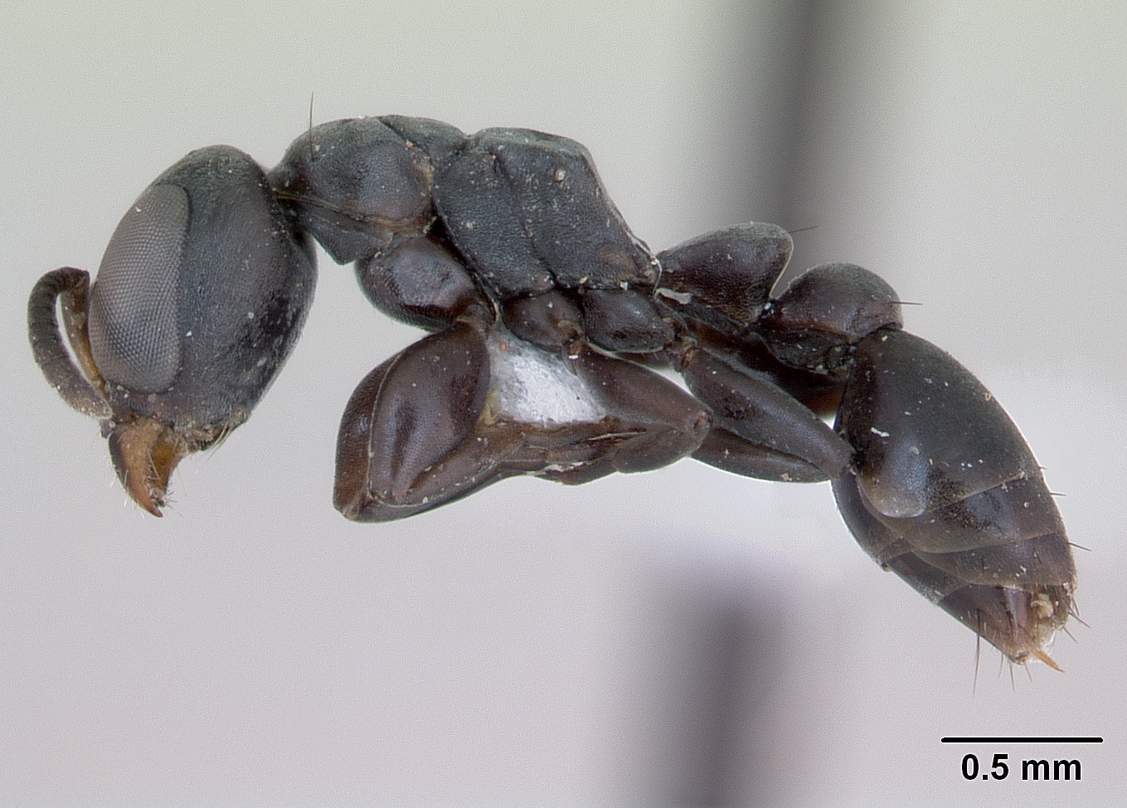